# 190
El año 190 (CXC) fue un año común comenzado en jueves del calendario juliano, en vigor en aquella fecha.
En el Imperio romano el año fue nombrado el del consulado de Aurelio y Sura, o menos frecuentemente, como el 943 ab urbe condita, siendo su denominación como 190 a principios de la Edad Media, al establecerse el anno Domini.

## Acontecimientos
- El emperador Cómodo ostenta la dignidad consular por sexta vez, compartida con Marco Petronio Sura Septimiano.
- Arde una parte de Roma y el emperador Cómodo ordena que se reconstruya la ciudad con el nombre de Colonia Commodiana.
- Una calzada romana cruza los Alpes por el puerto del Simplon.

## Fallecimientos
- Dato de Rávena, religioso cristiano.